# Hockey Québec
Hockey Québec (HQ), également connu sous le nom de la Fédération québécoise de hockey sur glace (FQHG), est une fédération de hockey sur glace qui assure l'encadrement du hockey partout à travers le Québec. Cette fédération a été créée en 1976, résultant de la fusion de la Fédération de hockey sur glace du Québec section majeure avec l’Association du hockey mineur du Québec. Elle est membre de Hockey Canada, la fédération fédérale.

## Organisations
Hockey Québec est divisé en 14 branches régionales :
- Hockey Abitibi-Témiscamingue
- Hockey Bas-Saint-Laurent
- Hockey Côte-Nord
- Hockey Estrie
- Hockey Gaspésie–Îles-de-la-Madeleine
- Hockey Lac Saint-Louis
- Hockey Laurentides-Lanaudière
- Hockey Laval
- Hockey Mauricie
- Hockey Montréal
- Hockey Outaouais
- Hockey Québec-Chaudière-Appalaches
- Hockey Richelieu
- Hockey Saguenay–Lac-Saint-Jean